# Regiunea Zanzibar North
Zanzibar North este o regiune a Tanzaniei, situată pe insula Zanzibar și a cărei capitală este Mkokotoni. Are o populație de 155.000 locuitori și o suprafață de 470 km2.

## Subdiviziuni
Această regiune este divizată în 2 districte:
- Zanzibar North "A"
- Zanzibar North "B"